# ラジアル異方性磁石
ラジアル異方性磁石（ラジアルいほうせいじしゃく）もしくはラジアル磁石（ラジアルじしゃく）とは、環状の磁石で、環の内側と外側で、S極とN極が分かれているものをいう。ラジアル異方性とは、環の半径方向に磁化容易軸が向いていることを言う。
通常の方法で環状の磁石に着磁すると、環の上下半分ずつ、S極とN極が分かれてしまう。そのため、ラジアル異方性を持たせるためには、着磁の方法を工夫するなど、いくつかの方法がある。
共栄磁石工業の田中英輔は、着磁の方法を工夫することで、初めてラジアル異方性磁石を発明し、特許を取ったが、当時はこの磁石に誰も関心を示さなかったという。その後、磁場中で磁粉を押し固めた後に焼く方法でラジアル異方性磁石を作る方法が開発され、現在はこの方法で生産されている。